# Київстар

ПрАТ «Київстáр» (англ. Kyivstar, дослівно Київська зірка) — телекомунікаційна компанія в Україні, надає послуги зв'язку та передачі даних на основі мобільних і фіксованих технологій, зокрема 4G (LTE) в Україні.
Мобільна мережа «Київстар» охоплює всі міста України, а також понад 28 тис. сільських населених пунктів, усі основні національні й регіональні траси, більшість морських та річкових узбереж. Станом на 2025 рік «Київстар» є найбільшим оператором мобільного зв'язку, а також одним з найбільших інтернет-провайдерів широкосмугового доступу в Україні, обслуговуючи понад 24,3 млн клієнтів мобільного зв'язку та передачі даних і понад 1,1 млн клієнтів широкосмугового фіксованого інтернету в Україні (послуга «Домашній Інтернет»). Компанії дозволено користування шістьма кодами мережі призначення: 67, 68, 77 96, 97, 98.
Разом з основними телеком послугами компанія надає послуги FMC (конвергенція мобільного та фіксованого зв'язку), цифрові рішення — Big Data, індустріальний IoT, Clouds, мобільні фінансові сервіси, Open API «Київстар відкритий телеком» та інші. Ці продукти компанія впроваджує як самостійно, так і в партнерстві з великими IT-компаніями, зокрема з Microsoft.
«Київстар» є також одним із лідерів у сегменті OTT TV, надаючи доступ до понад 350 телевізійних каналів та понад 20 тис. фільмів і серіалів..
«Київстар» побудував найбільшу інфраструктуру зв'язку в Україні — понад 48 тисяч базових станцій. Компанія використовує власну волоконно-оптичну мережу загальною протяжністю 44 тис. км і пропускною спроможністю понад 2400 Гбіт/с.
ПрАТ «Київстар» засноване та зареєстроване в Україні у 1994 році, послуги мобільного зв'язку надає з 1997 року. Головний офіс компанії розташований в Києві. Єдиний акціонер ПрАТ «Київстар» — міжнародна телекомунікаційна група компаній VEON, штаб-квартира якої знаходиться в Королівстві Нідерландів.
За підсумками 2016 року «Київстар» став однією з 29 українських компаній, які, за версією американської консалтингової групи Deloitte, потрапили до рейтингу 500 найбільших компаній Центральної та Східної Європи.
Президентом компанії з грудня 2018 року є Олександр Комаров.
Від 15 серпня 2025 акції «Київстару» торгуються на американській фондовій біржі Nasdaq під тикером KYIV. Перед виходом на біржу через первинне публічне розміщення (IPO) компанія була попередньо оцінена приблизно у 2,21 мільярда доларів.

## Тарифна політика
Станом на січень 2023 року компанія мала тарифи для двох груп абонентів — передплачених і контрактних. Для передплачених абонентів тарифи знаходяться в діапазоні від 175 грн / 4 тижні («LOVE UA На максимум») — до 275 грн / 4 тижні («LOVE UA Без меж»). Для контрактних користувачів тарифи в діапазоні від 150 грн/місяць («LOVE UA Контракт») — до 500 грн/місяць. Для людей старшого віку та людей з інвалідністю існує спеціальний тариф «ЛЮБОВ до батьків».
1 травня 2024 року «Київстар» оголосив про внесення чергових змін до деяких окремих фірмових тарифних планів, що стосуються домашнього інтернету в рамках опції «Суперсила». А саме, оновлення торкнулися таких тарифів: «LOVE UA Сила», «ТВІЙ Оптимум» та «ТВІЙ Максимум».

## Показники

### Покриття та охоплення
Станом на 2025 рік є найбільшим оператором мобільного зв'язку, обслуговуючи близько 24,3 млн клієнтів мобільного зв'язку і передачі даних, та понад 1,1 млн клієнтів фіксованого широкосмугового інтернету в Україні. У 2021 році «Київстар» продовжив будувати мережі 4G по всій Україні і забезпечив можливість доступу до 4G для 90,3 % населення України. Крім того, оператор реалізував програму із покриття швидкісним мобільним інтернетом усіх автодоріг міжнародного значення, що проходять територією України.
На початок 2022 року:
- Можливість доступу до послуг 4G має 90,3 % населення;
- Споживання дата-трафіку на абонента зросло до 7,1 Гб (IV кв. 2021);
- Кількість абонентів послуги Київстар ТБ у IV кв. 2021 збільшилась на 59,6 % у порівнянні з 2020 року. Послугою користується 691 тис. абонентів з усієї України.

«Київстар» надає послуги GSM зв'язку на всій території свого покриття і роумінг у 189 країнах на 5 континентах. За результатами першого півріччя 2021 року оператор вже втретє стає лідером за швидкістю мобільного інтернету згідно з дослідженнями Ookla. З початком впровадження 4G середня швидкість завантаження даних у мережі «Київстар» зросла майже у 2 рази, з 17,9 Мбіт/с у 2018 році до 33,2 Мбіт/с у першому півріччі 2021 року, що є найбільшим показником серед мобільних операторів України.

### Фінансові показники
За інформацією компанії, у 2021 році:
- Загальний дохід «Київстар» склав 28,748 млрд грн.
- Основний прибуток компанії принесли послуги мобільного зв'язку — 26, 712 млрд грн (зростання на 12,3 %). У тому числі послуги мобільного інтернету 16,092 млрд грн (зростання на 18 %)
- Дохід від фіксованого зв'язку — 18,59 млрд грн (зростання на 16 %).
- Обсяг капітальних інвестицій компанії без урахування оренди і ліцензій за рік становив 4,851 млрд грн.
- Кількість абонентів мобільного зв'язку — 24,4 млн.
- Кількість абонентів фіксованого зв'язку — 1,1 млн.
- Сума податків та платежів, сплачених до бюджету України за 2021 рік, становила понад 10,2 млрд грн і вчергове став найбільшим платником податків державі серед телеком операторів України.
- За 2021 рік компанія інвестувала в розвиток інфраструктури 5,5 млрд грн.

З початку повномасштабного вторгнення «Київстар» підтримав ініціативу Президента України United24 по залученню коштів на відбудову України та виділив 300 мільйонів грн на відновлення цифрової інфраструктури. Також, мобільний оператор вже перерахував майже 130 мільйонів гривень на гуманітарну допомогу ЗСУ, лікарням, літнім людям та постраждалим від війни. Зокрема кошти передали до БФ Повернись живим, БФ Твоя опора, БФ Let's help, МБФ Карітас України та МБФ Українська біржа благодійності.

### Номерна ємність
«Київстар» використовує шість мережевих кодів — 67, 68, 77, 96, 97, 98, а також має номерні ємності в стаціонарній телефонній мережі багатьох міст України (наприклад, 2000 номерів з індексами 695ххх, 696ххх в Полтаві, 20 000 номерів з індексами 781хххх, 782хххх в Одесі, до липня 2014 року — 5000 номерів з індексами 905ххх — 909ххх в Севастополі.

## Історія

### 1990-ті і 2000-ні
Компанію заснував 1994 року Ігор Литовченко під назвою «Bridge». Згодом назву змінили на «Київстар».
1997 — запуск мережі мобільного зв'язку. Послуги мобільного зв'язку компанія почала надавати з 9 грудня 1997 року.
1998 — першою в Україні розпочала надавати послуги SMS.
2000 — першою в Україні розпочала надавати доступ до мобільного Інтернету за технологією WAP. Цього року запровадили безкоштовні вхідні дзвінки всередині мережі для всіх абонентів (уперше на ринку). Запроваджено послуги доступу до Інтернету (зокрема, WAP). Компанія стала першим оператором GSM-банкінгу («СтарКард»). Абонентам надано послугу міжстандартного роумінгу.
2001 — «Київстар» став лідером телеком-ринку України за кількістю абонентів.
2002 — розпочато надання послуг передачі даних GPRS. «Київстар» став першим мобільним оператором України, який надає послуги роумінгу в усіх європейських країнах. Компанію сертифіковано за міжнародною системою якості ISO 9001:2000.
Восени 2003 року скасували плату за вхідні дзвінки. «Київстар» здобув міжнародну премію «ЄвроМаркет» Європейського центру досліджень ринку (EMRC), а «Українська інвестиційна газета» визнала «Київстар» найдинамічнішою компанією України в рейтингу «ТОР-100».
2004 року «Київстар» уперше в Україні продемонстрував технологію передачі даних EDGE, став офіційним мобільним оператором Національної Олімпійської збірної України, а випуск корпоративних облігацій ЗАТ «Київстар GSM» визнано найкращою фінансовою операцією року на міжнародних ринках, що розвиваються.

### 2010-ті

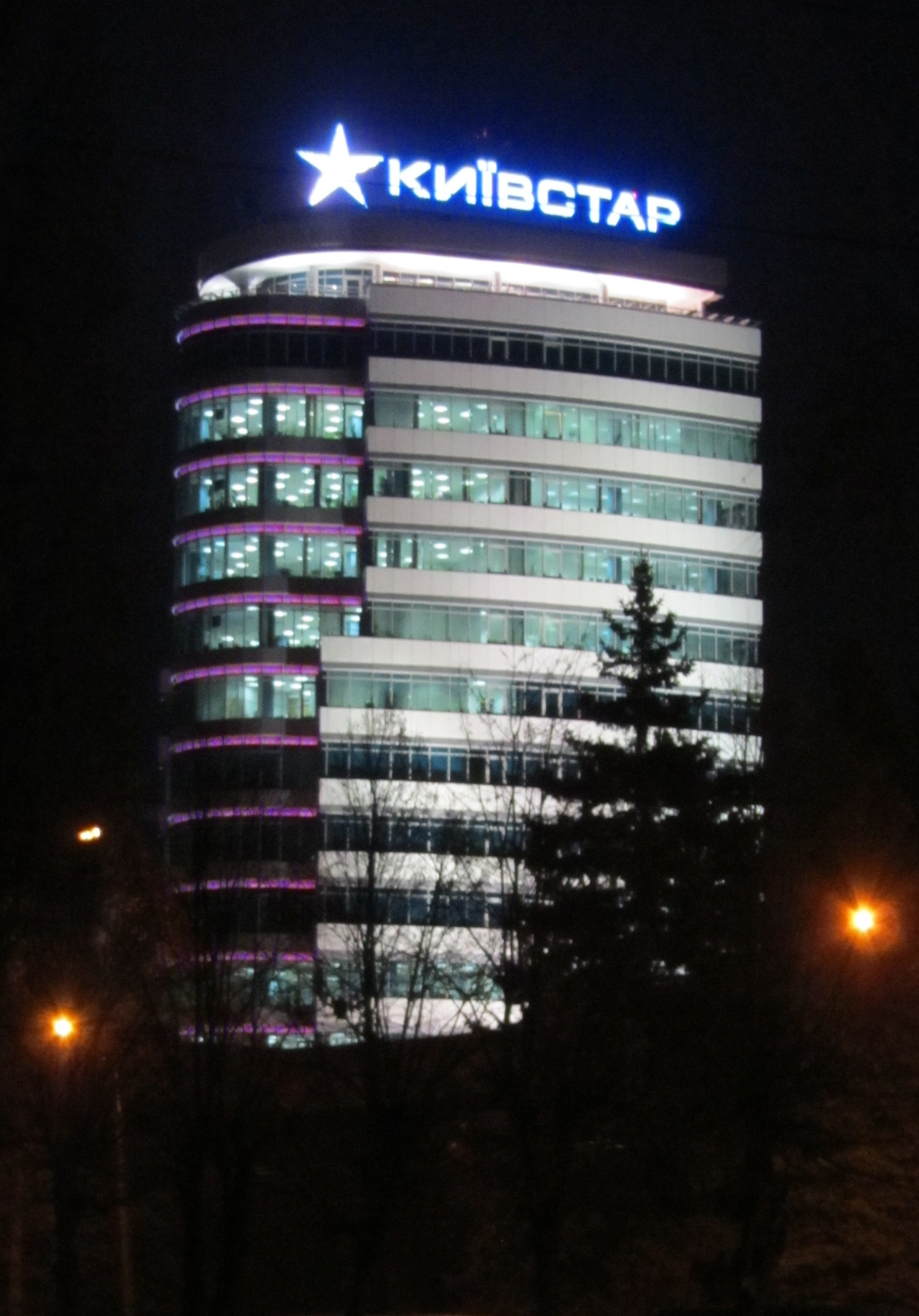
Філія компанії Київстар у Дніпрі (2011)

21 жовтня 2010 року почався процес інтеграції українських телекомунікаційних операторів — «Київстар» та «Beeline-Україна» (ЗАТ «Українські радіосистеми» і «Голден Телеком») в одну компанію. Об'єднана компанія надавала телекомунікаційні послуги під брендами «Київстар», djuice, «Київстар-Бізнес» та «Beeline». За інформацією «Київстар», процес об'єднання операторів завершили до кінця 2012 року
2013 року розпочато надання мобільно-фінансових послуг, зокрема послуги «Мобільні гроші», за допомогою якої абоненти можуть здійснювати поповнення банківських карток, розрахунки за товари та послуги різних компаній з мобільних телефонів. Послуга надавалася до грудня 2022 року. У рейтингу 500 найбільших компаній Центральної та Східної Європи, складеному Deloitte, «Київстар» посів 146-те місце, найвище серед українських операторів мобільного зв'язку.
З 11 серпня 2014 року «Київстар» припинив обслуговування своїх абонентів у Криму через озброєний напад на офіс компанії у Сімферополі.
«Київстар» заявив про припинення з 10 лютого 2015 року надання послуги телеком-зв'язку на тимчасово окупованій території Донецької та Луганської областей.
23 лютого 2015 року «Київстар» придбав на тендері ліцензію на надання послуг у стандарті UMTS, що належить до третього покоління мобільного зв'язку (3G). За умовами тендеру оператор зобов'язався протягом 18 місяців після проведення конкурсу запустити мережу третього покоління на території всіх обласних центрів України, а протягом 6 років — на території всіх районних центрів і всіх населених пунктів з населенням понад 10 тисяч осіб.
У квітні 2015 року «Київстар» розпочав надавати послуги 3G.
У червні 2015 року компанія здійснила ребрендинг, запровадивши зміни в корпоративній стилістиці та цінностях компанії, які тепер відповідають новому гаслу оператора: «Просто. Інноваційно. Краще».
14 листопада 2016 року — 20-та річниця з дня відкриття лістингу на американському біржовому майданчику — одна з найважливіших віх в історії міжнародної групи компаній VEON, до якої входить національний телекомунікаційний оператор «Київстар». Того ж дня «Київстар» першим в Україні започаткував тарифи, які об'єднують послуги мобільного зв'язку, домашнього інтернету і ТБ в одній пропозиції — «Київстар Все разом».
З 2016 року «Київстар» пропонує ринку України широкий спектр рішень на основі Big Data, а також відкриває власну освітню програму Big Data School з безкоштовним навчанням спеціалістів у цьому напрямку.
23 березня 2017 року «Київстар» ініціював рефармінг радіочастот у діапазоні 1800 МГц, щоб забезпечити усім учасникам телеком-ринку рівні можливості для розвитку зв'язку стандарту 4G
25 квітня 2017 року «Київстар» заявив про готовність обладнання мережі до надання послуг зв'язку стандарту 4G. З метою модернізації мережі компанія встановила обладнання на базі рішення Single RAN (єдиний радіодоступ). Дане рішення дозволяє в рамках єдиного програмно-апаратного комплексу базової станції використовувати обладнання для різних стандартів мобільного зв'язку, в тому числі 3G і 4G.

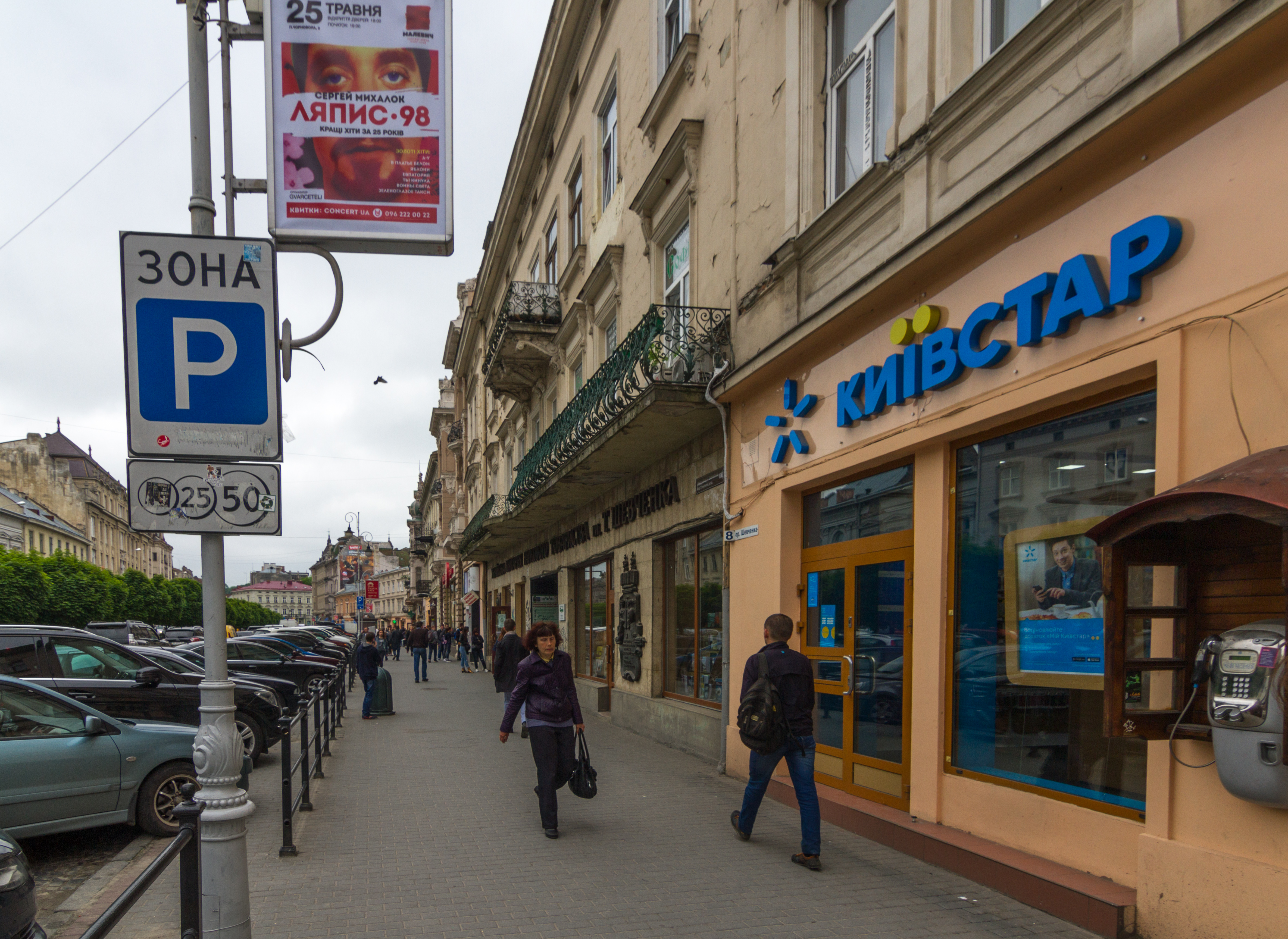
Центр обслуговування Київстар у Львові (2017)

29 листопада 2017 року Національний Банк України надав дочірній компанії «Київстар» (ТОВ «СтарМані») статус оператора платіжної інфраструктури.
26 грудня 2017 року «Київстар» та Міністерство економічного розвитку та торгівлі України підписали Меморандум про співпрацю. За умовами Меморандуму сторони домовились про обмін статистичною інформацією, яка дає змогу визначати кількість вітчизняних та іноземних туристів, що переміщуються територією України. Отримані дані використовуються міністерством для розвитку туристичної галузі та популяризації України на зовнішньому і внутрішньому туристичних ринках.
27 грудня 2017 року «Київстар» розпочав підключення абонентів до сервісу Mobile ID, який надає можливість електронної ідентифікації особистості для отримання електронних послуг.
У кінці січня 2018 року «Київстар» увійшов до переліку великих компаній, які забезпечують понад 70 % усіх надходжень до державного бюджету України.
31 січня 2018 року «Київстар» отримав ліцензію 4G (LTE) на частоти 2600 МГц.
6 березня 2018 року відбувся наступний аукціон ліцензій на частоти в діапазоні 1800 МГц. За його результатами «Київстар» придбала найбільше частот у цьому діапазоні за 1 млрд 512 млн грн.
6 квітня 2018 року «Київстар» запустив зв'язок 4G в діапазоні 2600 МГц у 20 містах України.
12 квітня 2018 року «Київстар» отримав ліцензії на 4G в діапазоні 1800 МГц.
1 липня 2018 року «Київстар» розпочав надавати послуги 4G у діапазоні 1800 МГц.
20 грудня 2018 року «Київстар» запустив послугу Mobile ID для всієї України.
11 липня 2019 року «Київстар» заявив про готовність добровільно передати державі частину діапазону радіочастот у смузі 900 МГц для того, щоб інші мобільні оператори, яким не вистачає частот, могли їх отримати на тендері.
17 вересня 2019 року «Київстар» та Microsoft оголосили про запуск в Україні спільного хмарного рішення Azure Stack with Kyivstar. Воно дозволяє впроваджувати сервіси Azure в локальному дата-центрі, створюючи умови для розвитку бізнес-інновацій в Україні.
17 грудня 2019 року «Київстар» першим на ринку України представив технічне рішення для створення віддалених робочих місць.

### 2020-ті
15 січня 2020 року Міністерство цифрової трансформації України та «Київстар» розпочали співпрацю у сфері цифрової грамотності населення.
5 березня 2020 року «Київстар» спільно з двома операторами почав надавати послуги 4G зв'язку з використанням частот у діапазоні 1800 МГц на станції метро «Академмістечко» у Києві і в тунелі до станції «Житомирська». Із 3 липня 2020 року послуги швидкісного інтернету були розширені, з використанням частот у діапазонах 1800 МГц та 2600 МГц, ще на вісім станцій Київського метрополітену і в тунелях між ними. Це станції Житомирська, Святошин, Героїв Дніпра, Мінська, Оболонь, Сирець, Дорогожичі та Лук'янівська. Починаючи з травня 2021 року, швидкісний 4G інтернет від «Київстар» працює на всіх станціях метро Києва.
18 березня 2020 року «Київстар» отримав ліцензію на розвиток зв'язку 4G у діапазоні 900 МГц для розвитку швидкісного мобільного інтернету в найвіддаленіших населених пунктах України.
У листопаді 2020 року «Київстар» та інші мобільні оператори України здійснили рефармінг радіочастот діапазону 900 МГц. Це дозволило розвивати швидкісний мобільний інтернет у невеликих населених пунктах та сільській місцевості.

### 2022
З 24 лютого 2022 року, від початку нового етапу російської військової агресії проти України, «Київстар» запровадив пакет заходів для підтримки суспільства та абонентів. Компанія забезпечила клієнтів безоплатними послугами зв'язку, виділила 130 мільйонів гривень на благодійництво та сплатила достроково понад 1,628 млрд грн податків.
Також, у 2022 році компанія «Київстар»:
- збудувала 585 нових базових станцій;
- модернізувала з 3G до 4G близько 7 тисяч базових станцій;
- встановила 10 088 додаткових батарей на базові станції;
- збільшили кількість генераторів для живлення обладнання до 1106.

Допомога для абонентів передплати:
- Дзвінки всередині мережі для абонентів передплати працюють навіть при нулі на рахунку та без оплаченого тарифу.
- Послугою Екстра гроші для замовлення додаткових коштів на свій рахунок, абоненти користуються без комісії. Такою можливістю скористувалися більш як 200 тисяч разів.

Допомога для контрактних абонентів та бізнес-клієнтам:
- «Київстар» збільшив кредитні ліміти, щоб клієнти мали змогу користуватися основними послугами без поповнення рахунку, а також надав можливість мікрокредитування.
- Для бізнес-клієнтів з фіксованими послугами (інтернет, телефонія та передавання даних) відтерміновано строки оплати рахунків на 30 днів.
- «Київстар» безоплатно надав бізнесу і державним організаціям сервіс електронного документообігу Star.Docs[62].

Абонентам у роумінгу:
- «Київстар» нарахував по 250 бонусних гривень для дзвінків або використання мобільного інтернету за кордоном.  Бонуси нараховуються всім абонентам, які вимушено виїхали в одну з 9 країн Європи: Польщу, Румунію, Угорщину, Словаччину, Молдову, Німеччину, Італію, Литву чи Чехію. За перші 2 тижні ці бонуси отримало вже понад 1,4 млн абонентів «Київстар»[63].

Клієнтам Домашнього Інтернету та «Київстар ТБ»:
- Компанія надала можливість користуватися фіксованим інтернетом зі швидкістю до 80 Мбіт/с абонентам без можливості сплати рахунку[64].
- У більш ніж 200 бомбосховищах по всій Україні компанія забезпечила безоплатний Wi-Fi[65].
- Компанія відкрила доступ до більшої частини контенту на платформі онлайн-телебачення «Київстар ТБ». Також, для абонентів інших мобільних операторів, надано вільний доступ до новинних каналів та дитячого контенту[66]. «Київстар» у співпраці з Державною службою України з надзвичайних ситуацій розіслав понад 150 млн SMS-повідомлень з життєво важливою інформацією, зокрема –  про дії під час повітряної тривоги, першу медичну допомогу тощо[67].

Запущено національний роумінг разом з іншими мобільними операторами, Міністерством цифрової трансформації України, Державною службою спеціального зв'язку та захисту інформації України, Національною комісією, що здійснює державне регулювання у сферах електронних комунікацій, радіочастотного спектра та надання послуг поштового зв'язку разом з Українською асоціацією операторів зв'язку «Телас».

### 2023
13 липня 2023 року, під час зустрічі в Європейській бізнес асоціації, заступник голови ОП Ростислав Шурма повідомив, що найбільший оператор мобільного зв'язку України компанія «Київстар» може бути конфіскована у власників в актив держави. Він додав, що компанія має подвійну проблему — не лише присутність на російському ринку, а й наявність підсанкційних осіб у структурі акціонерів компанії. В свою чергу, «Київстар» відкинув чутки про можливу націоналізацію через підсанкційних російських акціонерів VEON.
15 вересня 2023 року, «Київстар» попередив своїх абонентів про виведення з експлуатації, починаючи з 16 жовтня 2023 року, застарілих сервісів на базі технології ADSL, xDSL, які, зокрема, забезпечували послуги телефонного фіксованого зв'язку, передачі даних та фіксованого (проводового) доступу до інтернету.
23 жовтня 2023 року компанія «Київстар» заявила, що від 31 жовтня 2023 року, через відсутність попиту і застарілість технології вона припиняє надавати послугу надсилання та отримання MMS для всіх абонентів мережі. Функція «Автовідповідач» у вигляді MMS, яка надається на базі послуги, та пакети MMS, що входять в умови деяких корпоративних тарифних планів, також припинять свою дію. З 31 жовтня 2023 року, компанія «Київстар» також закриває декілька тарифів, як вона вважає, з метою аби їх послуги відповідали актуальним потребам абонентів.
30 жовтня 2023 року, мобільний оператор «Київстар» повідомив про те, що буде розвивати технологію LTE, яка має пропускну спроможність до 10 Мбіт/с. Згідно з планом, вже до 2026 року рівень покриття має сягнути 98 % території України.
Хакерська атака
12 грудня 2023 року зранку стався збій в мережі «Київстар», згодом компанія повідомила про хакерську атаку, яка спричинила проблеми з мобільним зв'язком та провідним інтернетом. Пізніше гендиректор Олександр Комаров підтвердив ці дані, і заявив, що залучені працівники правоохоронних органів та державних служб. 14 грудня Комаров заявив, що компанії знадобляться тижні для відновлення послуг.
14 грудня «Київстар» увімкнув голосовий зв'язок та на 93 % відновив роботу домашнього інтернету, а 15 грудня увімкнув мобільний інтернет по всій підконтрольній Україні території, включаючи стандарт 4G.
20 грудня в мережі знову спостерігалися проблеми в роботі.
21 грудня в «Київстарі» заявили, що повністю відновили всі базові сервіси, які постраждали через хакерську атаку. Раніше у компанії запевнили, що, попри збій в роботі, який стався після хакерської атаки 12-го грудня, абонентська інформація та персональні дані перебувають у безпеці. Після відновлення від хакерської атаки в компанії вирішили скасувати планову плату за тариф для всіх своїх користувачів.

### 2024
З 2025 року компанія планувала розвивати мережу фіксованого інтернету за енергоефективною технологією GPON, відмовившись від FTTB.
У травні, мобільний оператор «Київстар» почав розсилати своїм абонентам відповідні SMS-повідомлення щодо припинення підтримки 3G.
20 вересня пресслужба «Київстару» повідомила, що мобільний оператор відімкнув застарілу радіотехнологію 3G у 17 містах України, що дало змогу прискорити мобільний інтернет у середньому на 62 %. Зокрема, в Сумах зафіксовано зростання на 63 %, у Коломиї — на 42 %, у Луцьку — на 46 %, у Ніжині — на 64 %.
У III кв. «Київстар» втратив частину абонентської бази, але збільшив капітальні витрати на 62,5 %, спрямовуючи їх на розвиток мережі та енергетичну безпеку. А саме, абонентська база мобільного зв'язку скоротилася на 3,3 %, що еквівалентно втраті 800 тис. користувачів. Кількість 4G-користувачів «Київстару» зросла на 4,3 %, досягнувши 15,3 млн. Інвестиції у мережу склали 2,625 млрд грн, що на 62,5 % більше, ніж торік.
Наприкінці грудня «Київстар» перевів своїх абонентів на VoWiFi (Voice over Wi-Fi), що дозволяє здійснювати дзвінки через Wi-Fi.

### 2025
2 квітня 2025 року Київстар купив 97 % компанії Uklon за $155,2 млн. Компанії продовжили працювати як окремі бізнеси, команда Uklon під керівництвом Сергія Гришкова лишилася працювати, корпоративне управління Uklon перейшло до наглядової ради під керівництвом Олександра Комарова, СЕО «Київстар».
18 червня 2025 року Київстар отримав дозвіл від Національної комісії, що здійснює державне регулювання у сфері електронних комунікацій (НКЕК), на проведення тестових випробувань супутникової технології Direct to Cell (D2C). Український оператор електронних комунікацій першим у Європі та одним із перших у світі — поряд із США, Австралією, Японією та Новою Зеландією, хто розпочинає впровадження нового формату прямого супутникового зв’язку зі смартфоном.
23 червня 2025 року WINWIN AI Center of Excellence при Мінцифри та «Київстар» почали розробку української великої мовної моделі (LLM). Вона потрібна для створення цифрових продуктів з ШІ для держави та бізнесу. Першу версію LLM хочуть представити до кінця 2025 року. Мінцифри збиратиме дані для навчання ШІ з відкритих джерел, українською мовою, без персональної чи чутливої інформації. До збору даних долучаться університети, наукові установи, бібліотеки та профільні організації. Серед джерел розглядаються, зокрема, «Малюк», NER-UK та UA-GEC.

## Соціальна відповідальність
- 2015 рік — ініціював освітню програму «Зроби свій внесок» на підтримку талановитих школярів, студентів-програмістів, стартаперів і молодих підприємців у природничих науках, технологіях, включаючи інформаційні, інженерії, робототехніці та математиці[94].
- 8 серпня 2017 року «Київстар» почав надавати своїм абонентам нетарифікований доступ до Prometheus — платформи відкритих онлайн-курсів, що пропонує безплатну добірку освітніх програм від кращих українських та іноземних викладачів[95].
- 30 листопада 2017 року «Київстар» запустив соціальну платформу Sharity для допомоги благодійним проєктам, перерахував 1,6 млн грн благодійному фонду «Твоя опора» для забезпечення медикаментами операцій на дитячих серцях[96][97]
- З 2017 року «Київстар» підтримує освітній проєкт GoCamp із GoGlobal. Українські школярі освоюють інші мови[98].
- 15 серпня 2018 року у Харківській, Київській і Полтавській областях «Київстар» і Національна поліція України почали спільний проєкт «Пошук дітей». До кінця 2018 року «Київстар» підключив до послуги всі області України[99].
- Наприкінці 2018 року «Київстар» із БФ «Українська біржа благодійності» заснував ініціативу «Дитяча надія» для допомоги дітям з вадами серця й онкологічними захворюваннями. Створили систему для благодійних внесків через SMS. 2021 року зібрали 8 млн грн, купили обладнання для 15 лікарень[100]. У травні 2023 «Київстар» започаткував з реабілітаційним центром «Незламні» у Львові допомогу дітям з опіками[101].
- У вересні 2019 року оператор започаткував онлайн-школу мобільної грамотності «Смартфон для батьків»[102] — інтерактивний відеокурс для представників старшого покоління з покроковими інструкціями, а також інформаційну кампанію для подолання цифрового розриву між поколіннями та зруйнування вікових стереотипів щодо технологій[103]. У грудні 2020 року цей проєкт здобув премію European Excellence Awards у категорії Телекомунікації[104], а також отримав бронзу національного конкурсу Effie Awards Ukraine у категорії PR, Корпоративна репутація[105].
- 11 лютого 2020 року спільно з Міністерством цифрової трансформації України й Офісом уповноваженого Президента України з прав дитини створено сайт stop-sexting.in.ua[106].
- 2020 — через пандемію коронавірусу виділено 30 млн грн допомоги[107]. У співпраці з БФ «Твоя опора» лікарні отримали 10 апаратів ШВЛ із витратними матеріалами до них, 20 моніторів стану пацієнта і 6851 багаторазовий захисний костюм для медичних працівників у 30 опорних лікарень та 55 кисневих концентраторів[108].
- З початку повномасштабного вторгнення, «Київстар», його співробітники та абоненти інвестували 1,6 млрд грн у допомогу країні (станом на грудень 2023)[109].
- 2022 року компанія з фондом «Повернись живим» реалізовувала проєкти «Дороги перемоги», «Добро переможе» задля забезпечення ЗСУ авто. З липня 2022 року оператор започаткував у тарифах передплати опцію "Суперсила «Допомога ЗСУ». Увімкнувши її, клієнти передають до 50 грн вартості пакета послуг фонду «Повернись живим»[110][109].
- З травня 2023 року «Київстар» реалізує проєкт «Нам тут жити» спільно з фондом «Повернись живим» для забезпечення обладнанням і транспортом 146 інженерно-саперних груп ЗСУ. Мета — зібрати 175 млн грн. Станом на грудень 2023 зібрано понад 160 млн грн[111], з яких 57 млн грн — внесок «Київстар»[112].

## Структура власності
Єдиним акціонером Київстару є група компаній VEON зі штаб-квартирою в Амстердамі, Нідерланди. Акції VEON котируються на фондовій біржі Nasdaq в США, а серед власників акцій — тисячі осіб, у тому числі великі інвестиційні фонди США, Великої Британії, Італії, зокрема Exor NV, Shah Capital, Prosperity Capital, Kopernik Global Investors, та інші. Жоден акціонер не має мажоритарного пакета акцій та не здійснює вирішального впливу на діяльність групи VEON і, відповідно, на діяльність «Київстар».
В лютому 2022 року групою VEON були виключені зі складу Ради директорів особи, які потрапили під санкції ЄС, їх фінансові активи заморожені, а самі вони не беруть жодної участі або не мають впливу на управління групою VEON.
Також група VEON вирішила вийти з ринку Росії і 30 травня 2023 року повідомила про виконання для цього всіх юридичних формальностей і процедур.
14 листопада 2023 року VEON оголосив, що колишній держсекретар США Майк Помпео приєднався до Ради директорів «Київстар», як незалежний невиконавчий директор.
Структура акціонерів VEON:
- 47 % — російській інвестиційній компанії LetterOne Investment Holdings S.A
- 8.3 % — The Stichting (тримає в інтересах LetterOne)
- 7.7 % — Lingotto Investment Management LLP
- 5.0 % — Shah Capital Management Inc.

Від 15 серпня 2025 акції «Київстару» торгуються на американській фондовій біржі Nasdaq під тикером KYIV. Перед виходом на біржу через первинне публічне розміщення (IPO) компанія була попередньо оцінена приблизно у 2,21 мільярда доларів. «Київстар» стала першою українською компанією, акції якої котируються на американських біржах. Таким чином, «Київстар» став одним з ключових активів, які можуть розміщуватися на міжнародних ринках.

## Відзнаки
- 2021 — за даними SpeedTest, надавав найшвидший мобільний інтернет в Україні[118]. У 2020 році «Київстар» став найдорожчим брендом України за версією журналу «Кореспондент»[119], найкращим роботодавцем України у рейтингу «ТОП-100. Рейтинг найкрупніших»[120] і «Компанією року» в мобільному зв'язку[121]. За підсумками 2020 та 2021 років, «Київстар» став найбільшим платником податків серед компаній галузі зв'язку та інформатизації[122][123].
- 2023 року компанія зайняла 1 місце в рейтингу найкращих роботодавців за оцінкою журналу «ТОП-100. Рейтинги найбільших» видання Delo.ua[124].